# Castillon-en-Couserans
Castillon-en-Couserans (okcitansko Castilhon de Coserans) je naselje in občina v južnem francoskem departmaju Ariège regije Jug-Pireneji. Leta 2009 je naselje imelo 409 prebivalcev.

## Geografija
Naselje se nahaja v pokrajini Languedoc ob vznožju Pirenejev ob reki Lez, 13 km jugozahodno od Saint-Gironsa.

## Uprava
Castillon-en-Couserans je sedež istoimenskega kantona, v katerega so poleg njegove vključene še občine Antras, Argein, Arrien-en-Bethmale, Arrout, Aucazein, Audressein, Augirein, Balacet, Balaguères, Bethmale, Bonac-Irazein, Les Bordes-sur-Lez, Buzan, Cescau, Engomer, Galey, Illartein, Orgibet, Saint-Jean-du-Castillonnais, Saint-Lary, Salsein, Sentein, Sor, Uchentein in Villeneuve z 2.958 prebivalci.
Kanton je sestavni del okrožja Saint-Girons.

## Zanimivosti
- kapela sv. Petra iz 12. stoletja, s postajami križevega pota,
- ekološki muzej (demonstracija, izdelava lokalnega sira Bethmale iz kravjega mleka).